# Le Passé (Star Trek)
Pour l’article homonyme, voir Le Passé.
Le Passé (All Our Yesterdays) est le vingt-troisième épisode de la troisième saison de la série télévisée Star Trek. Il fut diffusé pour la première fois le 14 mars 1969 sur la chaîne américaine NBC.
L'Enterprise se prépare à sauver les habitants de la planète Sarpeidon dont l'étoile menace d'exploser. En arrivant sur place, le capitaine Kirk, Spock et McCoy s'aperçoivent que tous les habitants ont déjà fui la planète en se réfugiant dans son passé.

## Distribution

### Acteurs principaux
- William Shatner — James T. Kirk (VF : Yvon Thiboutot)
- Leonard Nimoy — Spock (VF : Régis Dubost)
- DeForest Kelley — Leonard McCoy
- James Doohan — Montgomery Scott (voix)

### Acteurs secondaires
- Ian Wolfe - Mr. Atoz
- Mariette Hartley - Zarabeth
- Kermit Murdock - Le procureur
- Johnny Haymer - Le connetable
- Ed Bakey - Premier Fop
- Al Cavens - Deuxième Fop
- Anna Karen Morrow - Femme
- Stan Barrett - Geolier

## Résumé
L'Enterprise s'approche de la planète Sarpeidon dont l'étoile va bientôt se changer en supernova. Alors que le vaisseau s'en approche afin de procéder à l'évacuation de sa population, l'équipage est étonné de ne plus détecter aucune forme de vie. Le capitaine Kirk, le docteur McCoy et Spock se téléportent à la surface pour enquêter. La seule personne qu'ils y trouvent est un vieil homme, Mr Atoz, qui travaille dans une librairie. Celui-ci leur explique qu'il est parfaitement au courant de la destruction de la planète et va bientôt partir rejoindre sa famille. La librairie est elle-même connectée à l'Atavachron, un portail temporel qui permet d'accéder au passé de la planète Sarpeidon.
Ayant entendu le cri d'une femme par le portail, Kirk se précipite et est renvoyé dans le temps, suivi par McCoy et Spock. Selon Atoz, ils ont eu tort car ils n'étaient pas préparés. Si Kirk se retrouve au milieu d'un duel de rue dans une ville ressemblant fortement à l'Angleterre du XVIIe siècle, Spock et McCoy se retrouvent dans une période glaciaire. Si aucun d'entre eux n'arrive à revenir au portail, ils arrivent toutefois à communiquer ensemble. Spock théorise que les habitants de Sarpeidon se sont enfuis dans le passé afin d'échapper à la fin de leur planète. Spock et McCoy trouvent dans une grotte un refuge pour les protéger des tempêtes de neige et font la connaissance de Zarabeth, une femme venue du futur de Sarpeidon. Kirk, quant à lui, est pris pour le complice d'une voleuse, la femme qu'il a entendue à travers le portail, et emprisonné. Il est accusé de sorcellerie pour avoir parlé aux voix de Spock et McCoy mais il s'aperçoit que le juge chargé de son procès vient lui aussi du futur.
Dans la grotte Zarabeth affirme que Spock et McCoy ne peuvent pas repartir à leur époque car ils ont subi un processus qui oblige leurs molécules à être en harmonie avec l'époque dans laquelle ils se trouvent. Ils finissent par violemment se disputer, en proie à une étrange fièvre. Kirk apprend la même chose du juge : les gens qui sont envoyés dans le temps sont préparés de sorte à pouvoir y rester, sans quoi le glissement temporel risque de les pousser à la mort dans les heures qui suivent. Kirk découvre qu'il n'a pas été préparé et revient par le portail. Toutefois, Atoz refuse de l'écouter et l'assomme afin de le renvoyer dans le passé.
Dans la grotte, Spock dévore de la viande et tombe amoureux de Zarabeth. Lors d'une nouvelle confrontation avec McCoy, tous deux comprennent qu'ils agissent comme des hommes du passé, Spock reprenant les traits guerriers des Vulcains du passé. Kirk se réveille avant de franchir le portail et oblige Atoz à repérer ses compagnons. Ils doivent alors franchir le portail à deux et Spock doit abandonner Zarabeth. De retour dans le présent, Spock reprend sa philosophie vulcaine, notant avec amertume que la femme dont il est tombé amoureux est morte il y a plus de 5 000 ans. Atoz s'enfuit par le portail temporel tandis que Spock, Kirk et McCoy rejoignent l'Enterprise qui quitte le système peu de temps avant que la supernova ne détruise Sarpeidon.

### Continuité
- Les personnages de Nyota Uhura, Hikaru Sulu et Pavel Chekov n'apparaissent pas dans cet épisode et l'on entend seulement la voix de Scotty.
- C'est le seul épisode de la série dans lequel on ne trouve aucune scène à l'intérieur de l'Enterprise.